# Henri Jacques Nompar de Caumont
Henri Jacques Nompar de Caumont, duc de La Force (* 5. März 1675; † 20. Juli 1726) war ein französischer Adliger, Pair von Frankreich, Autor und Politiker. Zu seinen Titeln zählten ferner Comte de Mussidan, Baron de Castelnau, Caumont, Tunneins, Samazin, Feuillet, Taillebourg, Boësse, Cugnac, Roquepine, Maduran und La Boulaye. Er war Oberst eines Regiments, das nach ihm benannt war.
De La Force war der Sohn von Jacques-Nompar de Caumont, Duc de la Force († 19. April 1699) und seiner zweiten Frau Susanne (geborene von Beringhen).
Am 18. Juni 1698 heiratete er Anne-Marie de Beuzelin de Bosmelet (1668–1752), die einzige Tochter von Jean, Herr von Boslmelet und dessen Frau Renée (geborene Bouthillier de Chavigni). Das Paar hatte vier Töchter, die alle als Kleinkinder starben. Er trug den Titel Duc de Caumont und nach dem Tod seines Vaters auch den Titel Duc de la Force. Er investierte beträchtliche Summen in die Wiedervereinigung der Calvinisten von Frankreich. Er war Gründer und Förderer der Académie de Bordeaux und wurde am 28. Januar 1715 als Mitglied an der Académie française aufgenommen. Sein Vorgänger war Fabio Brûlart de Sillery (1692–1714) und sein Nachfolger wurde Jean-Baptiste de Mirabaud. Er war von 1718 bis 1719 stellvertretender Finanzminister Frankreichs.